# Jackson Hopkins
Jackson Paul Lee Hopkins (Fredericksburg, 1º luglio 2004) è un calciatore statunitense, centrocampista del D.C. United.

## Carriera

### Club
Cresciuto nel settore giovanile del D.C. United, trascorre i primi anni con la seconda squadra del Loudoun Utd nell'USL Championship. Il 13 aprile 2022 viene ingaggiato come Homegrown Player Rule dalla prima squadra, firmando un contratto valido fino al termine della stagione 2025 e con opzione di rinnovo per le stagioni 2026 e 2027. Ha esordito in MLS tre giorni dopo, in occasione dell'incontro perso per 2-3 contro l'Austin FC.

### Nazionale
Nel 2022 con la nazionale statunitense Under-20 ha preso parte al campionato nordamericano di categoria.

## Statistiche

### Presenze e reti nei club
Statistiche aggiornate al 26 marzo 2023.
| Stagione           | Squadra            | Campionato         | Campionato | Campionato | Coppe nazionali | Coppe nazionali | Coppe nazionali | Coppe continentali | Coppe continentali | Coppe continentali | Altre coppe | Altre coppe | Altre coppe | Totale | Totale |
| Stagione           | Squadra            | Comp               | Pres       | Reti       | Comp            | Pres            | Reti            | Comp               | Pres               | Reti               | Comp        | Pres        | Reti        | Pres   | Reti   |
| ------------------ | ------------------ | ------------------ | ---------- | ---------- | --------------- | --------------- | --------------- | ------------------ | ------------------ | ------------------ | ----------- | ----------- | ----------- | ------ | ------ |
| 2021               | Loudoun Utd        | USLC               | 16         | 2          |                 | -               | -               |                    | -                  | -                  |             | -           | -           | 16     | 2      |
| 2022               | Loudoun Utd        | USLC               | 5          | 0          |                 | -               | -               |                    | -                  | -                  |             | -           | -           | 5      | 0      |
| Totale Loudoun Utd | Totale Loudoun Utd | Totale Loudoun Utd | 21         | 2          |                 | -               | -               |                    | -                  | -                  |             | -           | -           | 21     | 2      |
| 2022               | D.C. United        | MLS                | 21         | 0          | USOC            | 1               | 0               |                    | -                  | -                  |             | -           | -           | 22     | 0      |
| 2023               | D.C. United        | MLS                | 4          | 0          | USOC            | 0               | 0               |                    | -                  | -                  |             | -           | -           | 4      | 0      |
| Totale D.C. United | Totale D.C. United | Totale D.C. United | 25         | 0          |                 | 1               | 0               |                    | -                  | -                  |             | -           | -           | 26     | 1      |
| Totale carriera    | Totale carriera    | Totale carriera    | 46         | 2          |                 | 1               | 0               |                    | -                  | -                  |             | -           | -           | 47     | 2      |